# هيلين لوكاس
هيلين لوكاس ، رسّامة كندية، ولدت عام 1931 في ويبرن، ساسكاتشوان. تميّزت أعمالها بالرموز الأرثوذكسية اليونانية والجنسانية الأنثوية والأزهار.

## نشأتها
نشأت هيلين لوكاس في ساسكاتون، وهي الابنة البكر لوالدين يونانيين. أدى تأثير التقيّد بالتقاليد الدينية في حياتها اليومية إلى أن تحيا طفولة صعبة. بعد أن أكملت الدراسة الثانوية، درست هيلين تمهيد طب لمدة سنة قبل أن تنتقل إلى تورنتو للدراسة في جامعة كلية أونتاريو للفنون والتصميم، حيث بدأت الرسم.

## المهنة
درّست هيلين لوكاس برنامج الماجستير في الرسم في كلية شيريدان في أوكفيل، أونتاريو خلال 1973-1979. أثناء ذلك أنتجت سلسلة من القطع السياسية بالأبيض والأسود وعملت إلى جانب شيلاغ ويلكنسون، مؤسسة دراسات المرأة الكندية.
تشتهر أعمال هيلين بكونها لوحات كبيرة لأزهار ملونة، لكن رسوماتها ولوحاتها الأولى تضمّنت رموز الكنيسة الأرثوذكسية اليونانية ومريم العذراء والجنسانية الأنثوية. ارتبطت الطبيعة المظلمة التي عكستها لوحات هيلين خلال هذه الفترة باضطراب التعلم لتجاوز أثر التربية الصارمة التي تربتها وعدم التعاطف الذي عاشته خلال زواجها الأول الذي دام 20 عاماً. توضح هيلين أنه خلال هذه الفترة «لم يكن لديها شعور بالألوان». أنتج فيلم عن الانتقال الموضوعي لأعمال هيلين في فيلم من إنتاج دونا ديفي بعنوان «هيلين لوكاس: رحلتها - رحلتنا»، حاز على جائزة اللوحة الذهبية لأفضل فيلم وثائقي في مهرجان شيكاغو السينمائي الدولي.
إضافة إلى إلقاء المحاضرات على السيدات في مجال الفنون، غالباً ما كانت هيلين تظهر في البرامج الإذاعية والتلفزيونية منذ عقد 1970 وحتى عقد 1990. عرضت هيلين أعمالها الفنية في كندا والولايات المتحدة وأوروبا وأفريقيا واليابان. توجد العديد من أعمالها ضمن مجموعات عامة في كندا وفي بعض المجموعات الفنية الخاصة. نشرت صور أعمالها في العديد من الصحف والمجلات والنشرات، كما كانت ناشطة في مشاريع الدراسات النسائية الكندية. استمرت في الرسم في الاستديو الخاص بها في كينغ تاونشيب في أونتاريو حيث عاشت مع زوجها الثاني، ديريك فوللر، حتى وفاتها عام 1996.

### جوائز وتكريمات
عام 2012، منحت هيلين وسام يوبيل الملكة إليزابيث الثانية الماسي، كما حصلت على الدكتوراة الفخرية من جامعة يورك عام 1991.

## المنشورات
ألّفت هيلين Angelica. Toronto: Kakabeka Pub. Co. 1973. ص. 71. مؤرشف من الأصل في 2019-12-16. إضافة إلى This is my beloved--sometimes. [Toronto]: Proclaim. 1981. ISBN:9780919415003. مؤرشف من الأصل في 2019-12-16.